# Przełęcz pod Kopą Kondracką
Przełęcz pod Kopą Kondracką, Przełęcz pod Kondracką Kopą (słow. Kondracké sedlo, Sedlo pod Kondratovou, Kondratovo sedlo) – znajdująca się na wysokości 1863 m przełęcz w Tatrach Zachodnich pomiędzy Kopą Kondracką (2005 m) a Suchym Wierchem Kondrackim (1890 m). Szczyty te i przełęcz między nimi znajdują się w głównym grzbiecie Tatr, wyznaczającym w tym miejscu Wielki Europejski Dział Wodny. Biegnie przez nie również granica polsko-słowacka. Po słowackiej, południowej stronie pod przełęczą znajduje się Dolina Cicha, po polskiej, północnej stronie – Dolina Kondratowa. Z szerokiego siodła przełęczy rozległe widoki na Tatry Wysokie i bliski Giewont.

## Charakterystyka
Przełęcz to rozległe siodło, o zaokrąglonym grzbiecie, podobnie jak i szczyty Czerwonych Wierchów porośnięte niską murawą, w której dominuje sit skucina. Występuje w nim kilka rowów tektonicznych, dlatego też przez miejscową ludność nazywana była Kotlinkami. Wzmożony ruch turystyczny spowodował, że rejon przełęczy jest rozdeptany, ponadto turyści utworzyli skróty i ścieżki na Suchy Wierch Kondracki powodując tzw. erozję turystyczną.
Przełęcz pod Kopą Kondracką była, obok Tomanowej Przełęczy, jednym z najbardziej popularnych przejść przez Tatry. W czasie II wojny światowej przechodzili przez nią kurierzy tatrzańscy. Leży dużo wyżej niż Przełęcz Tomanowa, ale uciążliwość tę rekompensuje znacznie krótsza trasa do słowackiej Doliny Cichej – głównej trasy dalszej wędrówki. W zimie 1940, w czasie ciężkiej zawiei śnieżnej, przeprawiał się tędy na Węgry taternik Włodzimierz Gosławski wraz z towarzyszącą mu Adą Kopczyńską. Oboje zginęli z wyczerpania, schodząc do Doliny Cichej. W latach 1889–1925 istniał tutaj w zagłębieniu terenu schron Towarzystwa Tatrzańskiego dla turystów.

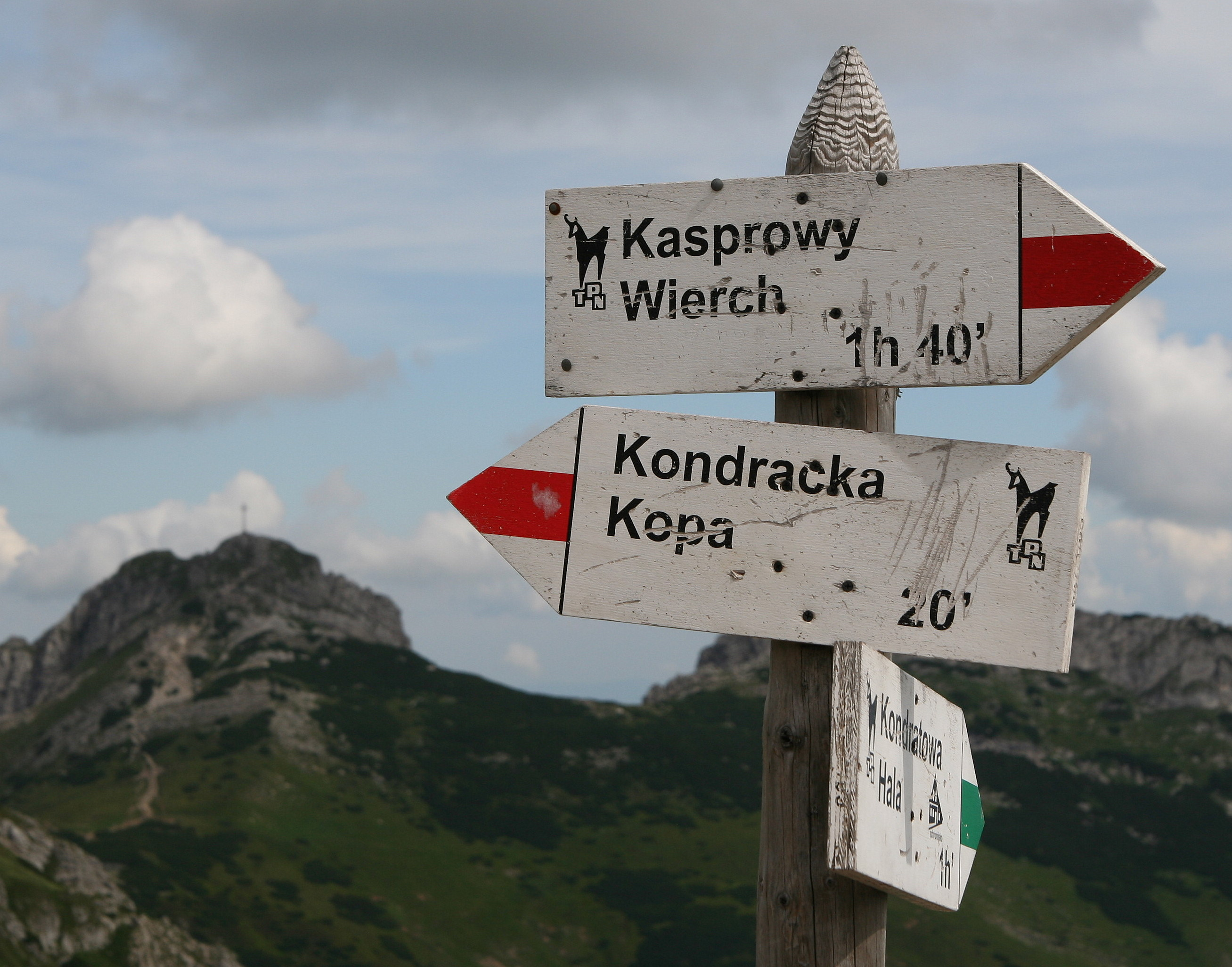
Drogowskaz na przełęczy. Widoczny Giewont i fragment niebieskiego szlaku

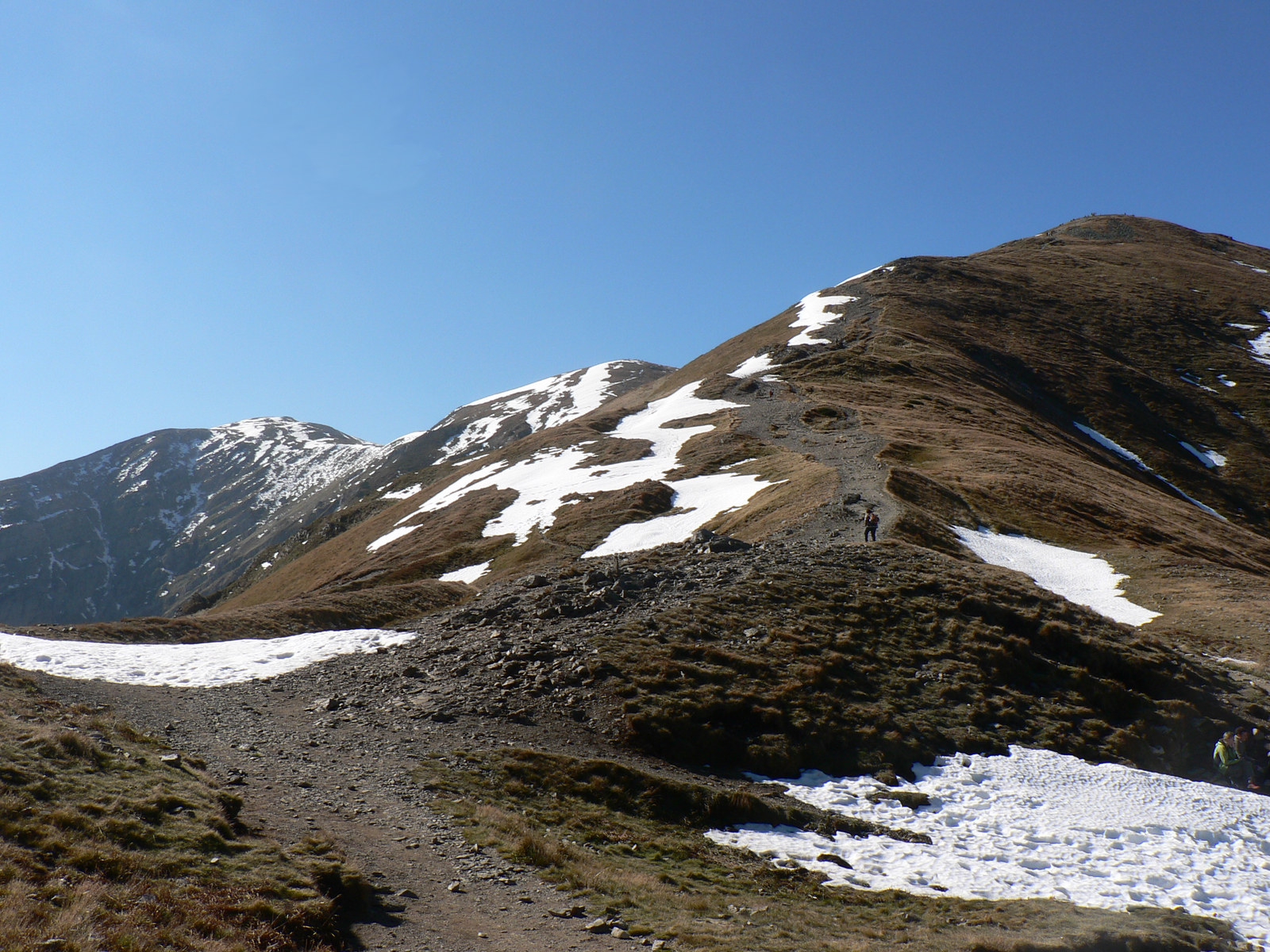
Przełęcz pod Kopą Kondracką, w tle Czerwone Wierchy

## Szlaki turystyczne
Na przełęczy krzyżówka szlaków turystycznych:
 – atrakcyjny widokowo szlak czerwony z Doliny Kościeliskiej przez Czerwone Wierchy i dalej główną granią Tatr przez Kasprowy Wierch, Liliowe i Świnicką Przełęcz na szczyt Świnicy i dalej w kierunku Orlej Perci.
- Czas przejścia z Kopy Kondrackiej na Przełęcz pod Kopą Kondracką: 15 min, ↑ 20 min
- Czas przejścia z przełęczy na Kasprowy Wierch: 1:40 h, z powrotem 1:20 h

 – zielony od schroniska PTTK na Hali Kondratowej na przełęcz. Czas przejścia: 1:20 h, ↓ 1 h